# Por amor (telenovela argentina)
Por amor fue una telenovela argentina emitida en 1987 por (Canal 9) protagonizada por Arnaldo André, Marita Ballesteros y Cecilia Roth.

## Cortina musical
El tema de apertura de "Por amor" es "Juguete de nadie" interpretado por Braulio.